# NB-5 Ivan
NB-5 Ivan (Naoružani brod-5 — Вооружённый корабль-5 «Иван») — патрульный корабль партизанских военно-морских сил Югославии, переоборудованный из американского противолодочного корабля типа SC-1 (точное имя неизвестно).
Судно было построено в США в 1917 году в доках Нью-Джерси и отправилось в Адриатику, где было выкуплено югославами и переоборудовано в пассажирское гражданское судно. В 1940 году переоборудовано в рыболовецкий корабль, после Апрельской войны было захвачено итальянцами и переименован в «Джованни» (итал. Giovanni). В 1943 году на него были установлены пулемёты итальянцами. В самом конце войны итальянцы попытались угнать корабль и уплыть на нём из Далмации в Италию, но не успели это сделать: корабль попал в руки партизан. Незадолго до конца участия Италии в войне итальянские солдаты вывели двигатели из строя.
После капитуляции «Джованни» ушёл на ремонт: на него установили 5 пулемётов, затем добавили ещё один пулемёт (все калибра 8 мм) и два 20-мм зенитных орудия Breda. Чуть позже корабль получил наименование NB-5 Ivan. 27 декабря 1943 около острова Хвар судно «Иван» и малый патрульный катер PČ-61 были атакованы авиацией люфтваффе и затонули.